# 126901 Craigstevens
126901 Craigstevens è un asteroide della fascia principale. Scoperto nel 2002, presenta un'orbita caratterizzata da un semiasse maggiore pari a 2,6009113 UA e da un'eccentricità di 0,0317060, inclinata di 3,73827° rispetto all'eclittica.